# VDZ Akademie
Die VDZ Akademie wurde 1993 vom Verband Deutscher Zeitschriftenverleger (VDZ) gegründet. Sie hieß bis zum 30. Juli 2010 VDZ Zeitschriften Akademie. Sitz ist Berlin. Sie ist eine Weiterbildungseinrichtung für die Zeitschriftenbranche.

## Aufgabe
Die Aufgabe der VDZ Akademie besteht darin, Aus- und Weiterbildungsformate für Mitarbeiter von Zeitschriftenverlagen sowie verwandten Branchen zu entwickeln und anzubieten, entsprechend den
Anforderungen des sich wandelnden Medienmarktes. Zu den angebotenen Formaten gehören u. a. Seminare, Zertifikatskurse, Expertenforen und internationale Verlegerreisen.

## Kooperationspartner
Die VDZ Akademie arbeitet mit weiteren Institutionen der journalistischen Aus- und Weiterbildung zusammen, z. B. mit
- Hamburg Media School
- RTL Journalistenschule
- Burda Journalistenschule